# Dangel
Pour les articles homonymes, voir Dangel (homonymie).

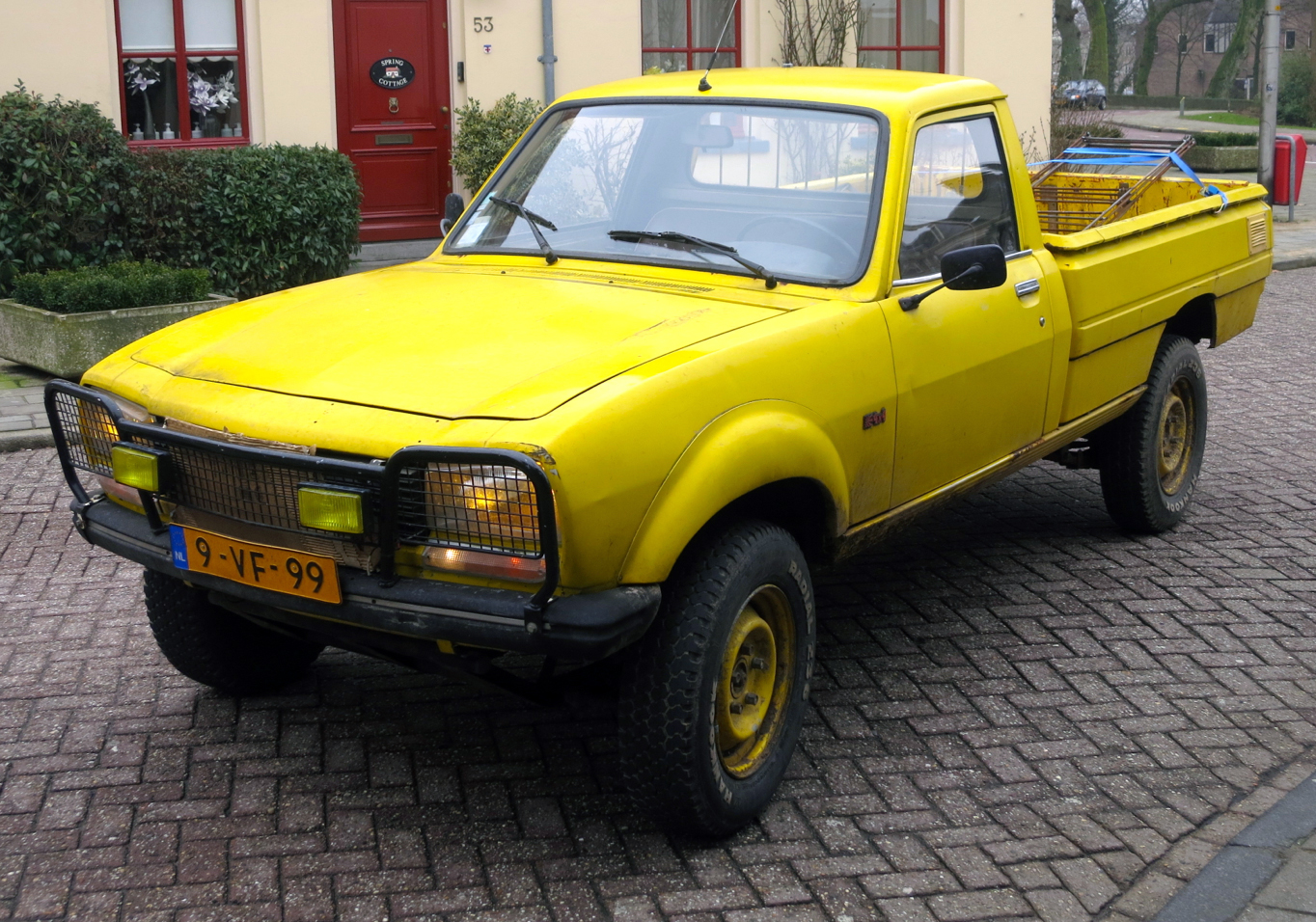
Une Peugeot 504 Pickup modifiée par Dangel

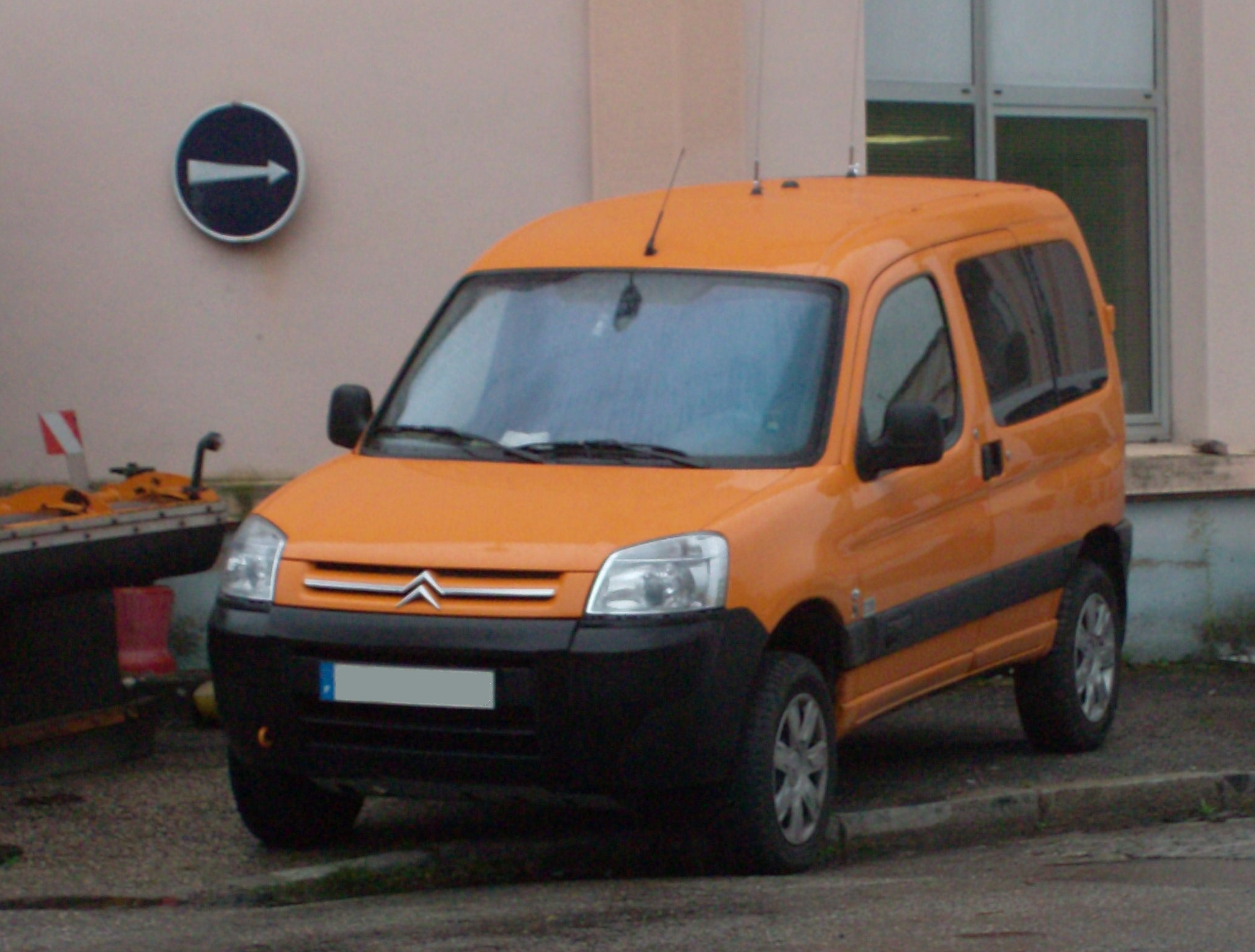
Un Berlingo Citroën modifié par Dangel

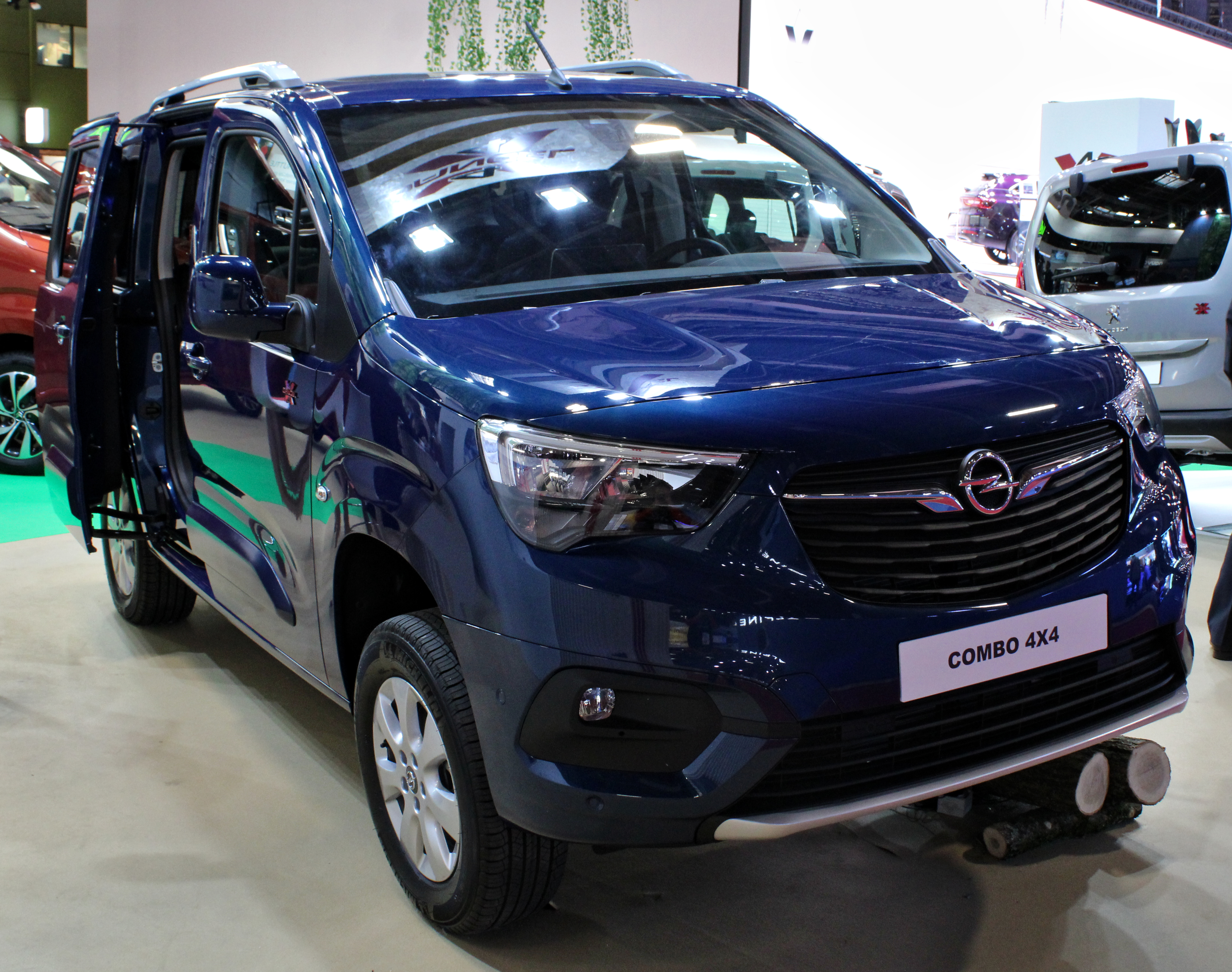
Un Opel Combo modifié par Dangel

Dangel est un petit constructeur automobile français.

## Historique
Henry Dangel (1935-2006), son fondateur, commence sa carrière automobile à la fin des années 1960, dans la conception de barquettes utilisées dans les courses de côte. 
Il fonde en 1980 la société Dangel, carrossier. L'entreprise, basée à Sentheim (Haut-Rhin), est spécialisée dans la transformation en quatre roues motrices (4×4) de véhicules civils n'en possédant que deux à la base.
Son premier véhicule préparé a été la Peugeot 504.
Les modifications consistent en l'installation d'un système de transmission à quatre roues motrices, l'adjonction de différentiels arrière et/ou avant et un rehaussement de la garde au sol.
Sont ainsi actuellement modifiés :
- Citroën Berlingo (Berlingo 1,6 HDI Dangel Endurance, Performance, Extrême)
- Peugeot Partner (Partner 1,6 HDI Dangel Endurance, Performance, Extrême)
- Opel Combo D
- Toyota ProAce City[3]
- Citroën Jumpy
- Peugeot Expert
- Opel Vivaro C
- Toyota ProAce II[3]
- Citroën Jumper
- Fiat Ducato
- Peugeot Boxer
- Citroën Nemo
- Peugeot Bipper[4]

Par le passé, Dangel a également travaillé sur :
- Peugeot 504
- Peugeot 505
- Citroën C15
- Citroën C25
- Peugeot J5

et d'autres modèles qui sont restés à l'état de prototype
- Peugeot 205 GTI 4x4
- Peugeot 305
- Peugeot 306 break 4x4, salon de l'automobile de Paris 2002
- Peugeot 309 GTI 4x4
- Citroën Visa V6